# (2650) Elinor
(2650) Elinor (1931 EG) – planetoida z grupy pasa głównego asteroid okrążająca Słońce w ciągu 4,28 lat w średniej odległości 2,64 j.a. Odkryta 14 marca 1931 roku.